# Superman/Batman: Apocalypse
Superman/Batman: Apocalypse è un film d'animazione direct-to-video del 2010 diretto e co-prodotto da Lauren Montgomery. Prodotto dalla Warner Bros. Animation (con il contributo dello studio sudcoreano Moi Animation per l'animazione), il film è basato sull'arco narrativo "La ragazza di Krypton" della serie a fumetti Superman/Batman, scritto da Jeph Loeb e disegnato da Michael Turner. Sequel di Superman-Batman: nemici pubblici (2009), è il nono film della serie DC Universe Animated Original Movies, e nell'edizione originale vede come doppiatori protagonisti Andre Braugher, Kevin Conroy, Tim Daly e Summer Glau. Il film fu distribuito negli Stati Uniti dalla Warner Home Video il 28 settembre 2010.

## Trama
Poco dopo l'ultimazione della procedura di impeachment nei confronti di Lex Luthor, nella baia di Gotham City cade un frammento dell'asteroide di kryptonite che Batman e Superman hanno distrutto nonché una strana navicella. Il cavaliere oscuro si reca prontamente sul posto ma una ragazza, uscita dal velivolo alieno, sale accidentalmente sulla Bat-barca; ne nasce quindi uno scontro tra i due, durante il quale la giovane dimostra dei poteri molto simili a quelli dell'uomo d'acciaio e parla una lingua incomprensibile. Superman interviene per fermarli e, una volta alla Batcaverna, scoprono che la ragazza è kryptoniana, si chiama Kara Zor-El ed è la cugina del paladino di Metropolis.
Kara viene immediatamente portata alla Fortezza della Solitudine e nel giro di una settimana impara l'inglese; sul pianeta Apokolips, tuttavia, la notizia del suo arrivo sulla Terra spinge Darkseid, signore del pianeta, a sceglierla come suo nuovo capitano della guardia in sostituzione della disertrice Barda. Clark tenta quindi di insegnare alla cugina come vivere sulla Terra, ma durante un'uscita insieme i due vengono avvicinati da Batman, Wonder Woman e le sue Amazzoni: una di esse, Lyla, grazie ai suoi poteri ha visto le intenzioni di Darkseid e, sulla base di questo, viene deciso che Kara si trasferirà sull'Isola Paradiso sia per proteggerla che per insegnarle a controllare i suoi poteri.
Kara, frustrata dal senso di impotenza per non poter prendere alcuna decisione sulla sua vita, diventa ben presto molto legata a Lyla, ma Darkseid, a questo punto, attacca l'Isola con un esercito di cloni di Doomsday. Batman, Superman e gli altri riescono infine a sconfiggerli, ma Bruce si accorge subito che l'attacco è in realtà un diversivo: lui, Diana e Clark scoprono infatti che Lyla è stata uccisa da Darkseid stesso e che Kara è stata portata su Apokolips. Il tiranno del pianeta infernale, grazie anche alla sadica e crudele luogotenente Granny Goodness e le sue Furie Femminili, comincia fin da subito a plagiare la mente della kryptoniana per renderla il suo soldato migliore mentre i tre supereroi decidono di andare a riprenderla assieme a Barda, l'unica che possa guidarli sul pianeta del malvagio Darkseid.
Giunti su Apokolips, i quattro intraprendono ciascuno la loro parte del piano elaborato: Barda e Wonder Woman si trovano a combattere contro le Furie, Batman trova il magazzino in cui sono tenute le spore infernali, capaci di distruggere un pianeta senza difficoltà, mentre infine Superman raggiunge il palazzo di Darkseid. Qui il kryptoniano ordina immediatamente al suo avversario di liberare la cugina, ma questa, ormai completamente plagiata, comincia a combattere con lui decisa a rimanere su Apokolips. A questo punto Darkseid viene avvicinato da Batman, che gli rivela di aver programmato l'esplosione delle spore se non lascerà libera Kara; il signore di Apokolips, vista anche la sconfitta delle Furie, accetta.
Dopo aver salutato l'Isola Paradiso e reso omaggio alla memoria di Lyla, Clark porta Kara a Smallville per farle conoscere i suoi genitori adottivi; Darkseid tuttavia si presenta sul posto e comincia una furiosa battaglia contro i due kryptoniani. Lo scontro sembra volgere al peggio finché Superman riesce a spingerlo nel portale con cui Darkseid è arrivato sulla Terra che, riprogrammato da Kara, lo spedisce nello spazio aperto. Subito dopo i coniugi Kent ritornano alla fattoria, trovandola in pezzi, e Clark presenta loro la cugina.
Qualche tempo dopo Superman ritorna sull'Isola Paradiso per ringraziare le Amazzoni per il loro aiuto e per presentare di nuovo Kara, che da quel momento proteggerà con lui Metropolis nei panni di Supergirl.

## Personaggi e doppiatori
| Personaggio     | Doppiatore originale | Doppiatore italiano |
| --------------- | -------------------- | ------------------- |
| Darkseid        | Andre Braugher       | Pierluigi Astore    |
| Batman          | Kevin Conroy         | Fabrizio Pucci      |
| Superman        | Tim Daly             | Christian Iansante  |
| Kara Zor-El     | Summer Glau          | Ilaria Latini       |
| Granny Goodness | Ed Asner             | Gerolamo Alchieri   |
| Wonder Woman    | Susan Eisenberg      | Monica Gravina      |
| Big Barda       | Julianne Grossman    |                     |

## Distribuzione

### Edizione italiana
L'edizione italiana fu distribuita sulla piattaforma on demand Premium Net TV di Mediaset Premium nella primavera del 2011.

### Edizioni home video
Il film fu distribuito in America del Nord in DVD-Video in edizione a disco singolo e a disco doppio e in Blu-ray Disc il 28 settembre 2010. Le edizioni DVD a disco doppio e Blu-ray includono come extra il cortometraggio DC Showcase: Green Arrow, con protagonista Freccia Verde; il Blu-ray include inoltre 50 minuti di documentari dietro le quinte, un'anteprima di All-Star Superman e quattro episodi della serie animata Superman selezionati da Bruce Timm.

## Accoglienza

### Vendite
Negli Stati Uniti il film ha incassato 6 948 598 dollari dalle vendite di DVD e 1 920 127 dollari dalle vendite di Blu-ray, portando gli incassi totali del mercato home video a 8 868 725 dollari.

### Critica
Superman/Batman: Apocalypse fu accolto in modo principalmente negativo dalla critica. Il sito Rotten Tomatoes ha raccolto cinque recensioni, di cui solo una positiva. Chris Murphy, scrivendo per il sito ComicsAlliance, criticò duramente la sceneggiatura e in particolare la scena in cui Clark e Kara fanno shopping; pur apprezzando l'animazione e l'interpretazione del cast, definì il film "una grande delusione, un fumetto semplicemente portato direttamente sullo schermo senza prestare molta attenzione a come sarebbe stato meglio modificarlo per trasformarlo in un film piuttosto che in una serie a fumetti di sei numeri". Chris Mautner, recensendo il film per CBR., lo giudicò migliore del precedente affermando però che "non è comunque un film particolarmente bello, e porta sulle spalle una moltitudine di peccati, tra cui un'esposizione goffa, una caratterizzazione scarsa o addirittura confusa, dialoghi insulsi e alcune animazioni sorprendentemente sciatte". Criticando anch'egli aspramente la scena dello shopping, concluse che il film "ha i suoi momenti – la battaglia finale, qualche battuta sarcastica di Batman – ma è un film stranamente sconnesso e impacciato che non riesce a fondersi in qualcosa che assomigli a un intrattenimento solido".